# 京畿広州ジャンクション
京畿広州ジャンクション（キョンギグァンジュジャンクション）は大韓民国京畿道広州市にある中部高速道路、第二中部高速道路と広州原州高速道路を結ぶジャンクションである。

## 接続する路線

### 清州・河南方面
- 中部高速道路（39-1番）

### 利川・河南方面
- 第二中部高速道路（39-1番）

### 原州方面
- 広州原州高速道路（1番）

## 隣
中部高速道路
- (39) 昆地岩IC - (39-1) 京畿広州JCT - (40) 広州IC

第二中部高速道路
- (38-1) 新屯ハイパスIC - (39-1) 京畿広州JCT - (41) 山谷JCT

広州原州高速道路
- (1) 京畿広州JCT - (2) 草月IC